# الجامعة الوطنية للحياة والعلوم البيئية في أوكرانيا
الجامعة الوطنية للحياة والعلوم البيئية في أوكرانيا مؤسسة تعليم عالي أوكرانية، (بالأوكرانية: Національний університет біоресурсів і природокористування України) هي جامعة تقع في كييف عاصمة أوكرانيا. أُسِّسَت هذه الجامعة في سنة 1898.